# آنجلو دالساندرو
آنجلو دالساندرو (ایتالیایی: Angelo D'Alessandro؛ ۱۷ آوریل ۱۹۲۶ – ۱ فوریه ۲۰۱۱) کارگردان فیلم و فیلم‌نامه‌نویس اهل ایتالیا بود. وی در فیلم روشنایی‌های واریته دستیار فدریکو فلینی است.
از فیلم‌هایی که وی در آن نقش داشته‌است، می‌توان به دست‌ها روی شهر اشاره کرد.